# Tatara-broen
34°15′35″N 133°3′42″Ø / 34.25972°N 133.06167°Ø
Tatara-broen (多々羅大橋, Tatara Oohashi) er en skråstagsbro i Japan og del af Nishiseto-motorvejen. Den er 1.480 meter lang, tårnene er 220 meter høje, og det længste spænd er på 890 meter. Dette er verdens længste spænd på en skråstagsbro. Broen blev åbnet 1. maj 1999.
Broen var egentlig planlagt som en hængebro i 1973, men dette blev ændret i 1989. En skråstagsbro har ikke brug for de massive forankringene for kablerne i hver ende og dermed blev naturindgrebene meget mindre med denne type bro.